# Der Gaukler (Bosch)

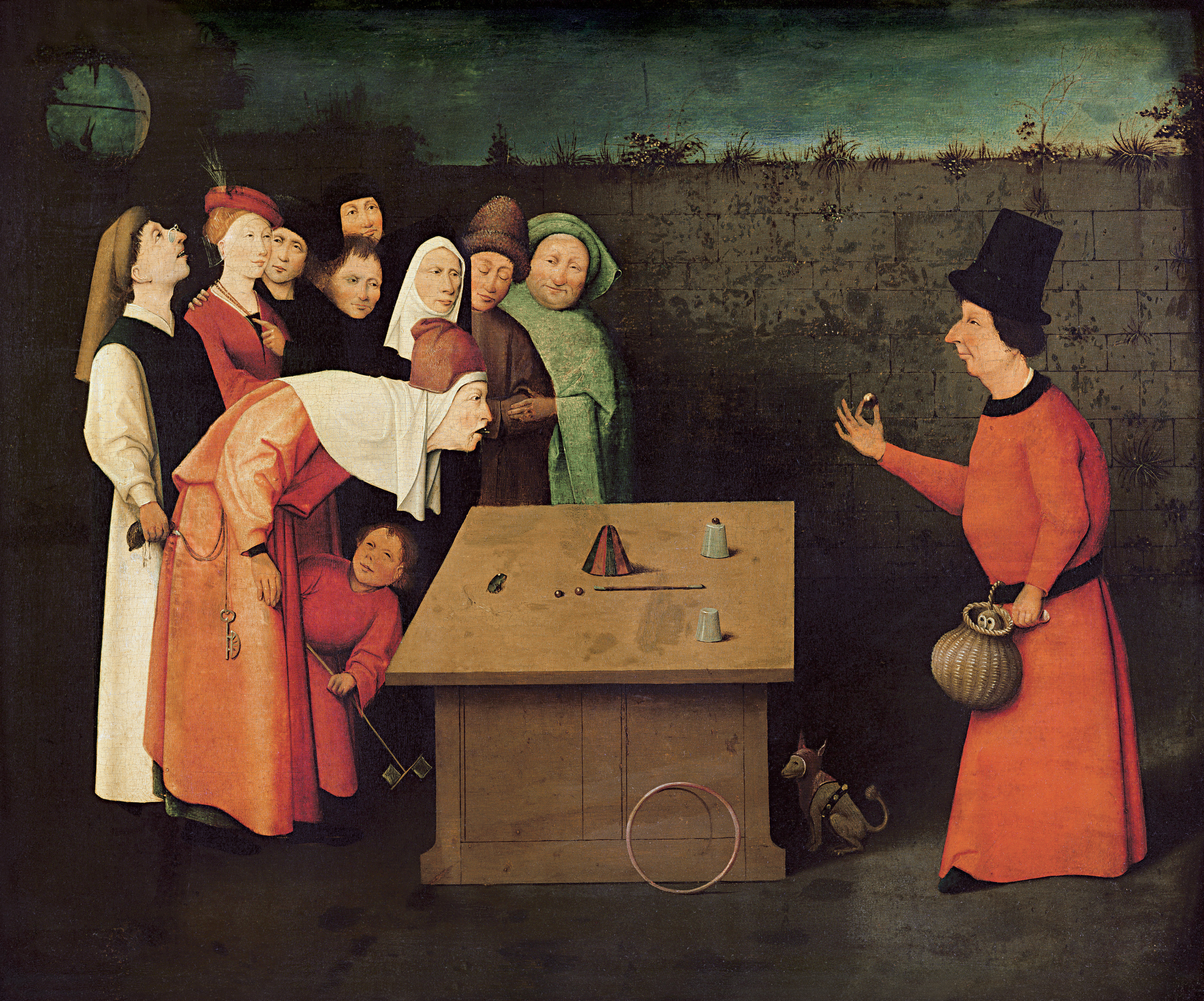

Der Gaukler (auch Der Zauberkünstler) ist ein Gemälde des niederländischen Malers Hieronymus Bosch oder seiner Werkstatt, entstanden um 1502. Es zeigt eine Situation, wie sie für die Zeit Boschs alltäglich war: Zauberer, Falschspieler, Possenreißer oder Quacksalber versuchen mit Tricks und Betrügereien, gutgläubigen Menschen das Geld aus der Tasche zu ziehen. Das 53 mal 65 cm große Bild befindet sich im Musée municipal von Saint-Germain-en-Laye (Frankreich).

## Beschreibung

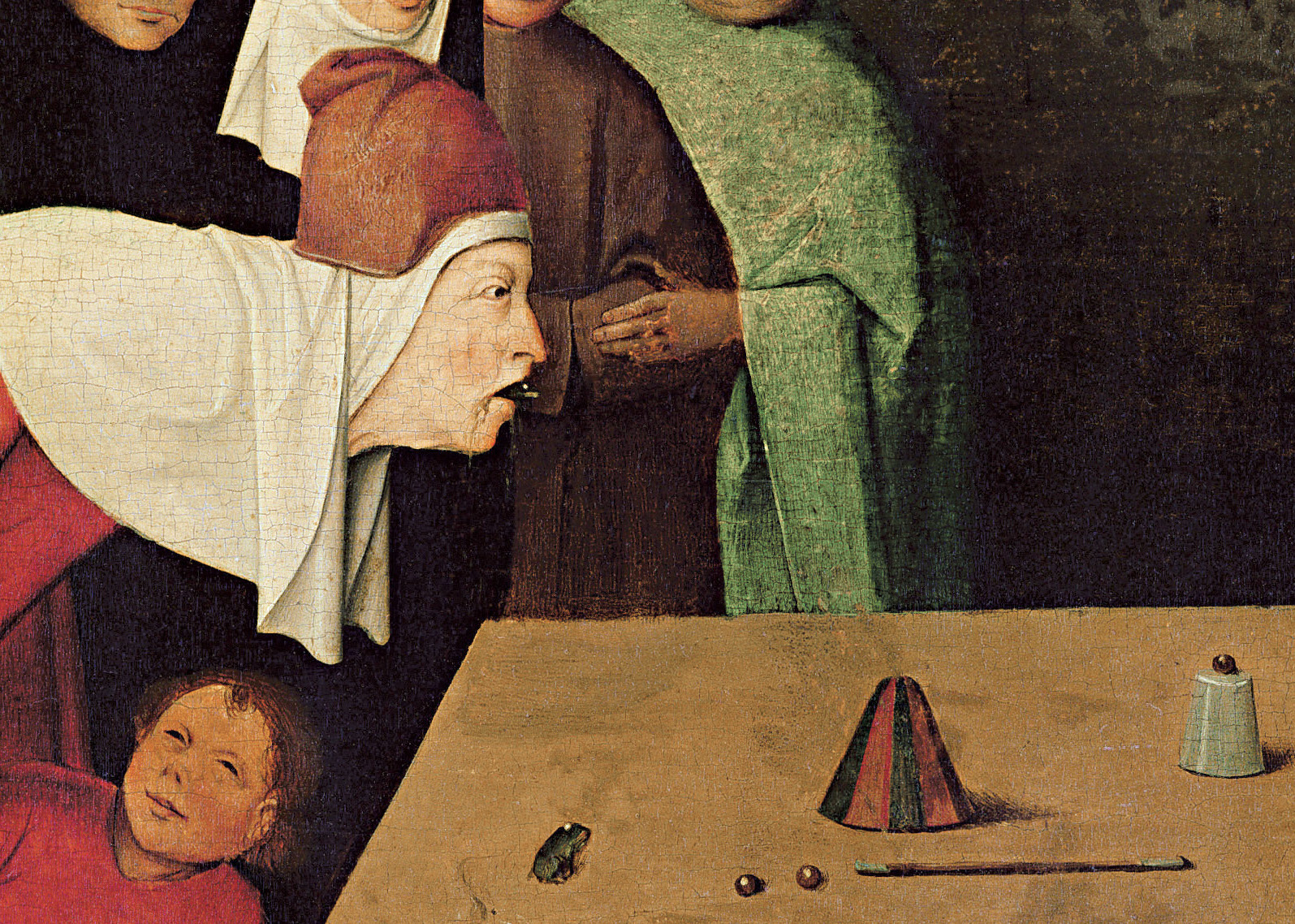

In der Bildmitte befindet sich ein Tisch, auf dem der Gaukler die Requisiten seines Becherspiels arrangiert hat, zwei Becher, drei Kügelchen und einen Zauberstab. Daneben befindet sich ein trichterförmiger Mantel, der von zeitgenössischen Taschenspielern dazu benutzt wurde, eine Puppe zu verdecken und dann verschwinden zu lassen. Der Tisch ist perspektivisch nicht präzise eingefügt – Bosch wollte dem Betrachter den Blick auf die Tischoberfläche ermöglichen. Dreht man das Bild um 90 Grad gegen den Uhrzeigersinn, so bildet der Mantel die Nase eines Gesichts, welches die Requisiten formen. Derartige Vexierbilder waren zu Boschs Zeit populär.
Der rechts vom Tisch stehende Gaukler hält seinen Blick starr auf eine Person der links stehenden Menschentraube gerichtet.
Er steht wie ein Priester an einem Altar und demonstriert ein Bällchen ähnlich wie ein Geistlicher die Hostie. Der massive Tisch ist ersichtlich nicht der eines fahrenden Taschenspielers. Er hat die über den Tisch gebeugte Person in seinen Bann gezogen. Diese hat bereits eine Kröte ausgewürgt und ist im Begriff, eine zweite auszuspucken.
Hinter der „hypnotisierten“ Person hat sich ein anderer an deren Geldbörse herangemacht. Es ist ein Taschendieb, ein sogenannter „Beutelschneider“ (die Menschen des Mittelalters führten ihr Geld in Beuteln mit, das ein Dieb sich dadurch aneignete, dass er ihnen heimlich den Beutel abschnitt). Der Beutelschneider trägt zwar eine weltliche Kopfbedeckung (eine für die Zeit typische Mütze), seine Bekleidung ist aber die – unvollständige – Tracht eines Laienbruders aus dem Orden der Dominikaner. Auch der Zwicker auf seiner Nase ist ein Hinweis in diese Richtung: Der Mann ist des Lesens mächtig, für das Studium der Heiligen Schrift hat er eine Sehhilfe, ein für das einfache Volk unerschwingliches Luxusprodukt. Mit scheinheiligem Blick hebt er seine Augen zum Himmel, während er sich am Geldbeutel vergreift. Die negativ dargestellte Person des Beutelgreifers in Gestalt eines Dominikaners korrespondiert mit Boschs durchgehend negativer Darstellung von Wappenträgern des Hauses Habsburg, in dessen Lager die Dominikaner damals standen.
Die Figur des Zauberkünstlers erscheint auch in Boschs Triptychon der Versuchung des heiligen Antonius.

## Versionen
Es gibt mehrere Versionen des Bildnisses. Das Gemälde im Musée Municipal in St.-Germain-en-Laye stammt aus der Hinterlassenschaft von Louis Alexandre Ducastel, einem Notar, Stadtrat und 1835 Bürgermeister der Stadt. Die meisten Experten halten diese Version für die zuverlässigste. Am 1. Dezember 1978 wurde das Gemälde aus dem Museum gestohlen und kehrte am 2. Februar 1979 zurück.
andere Versionen

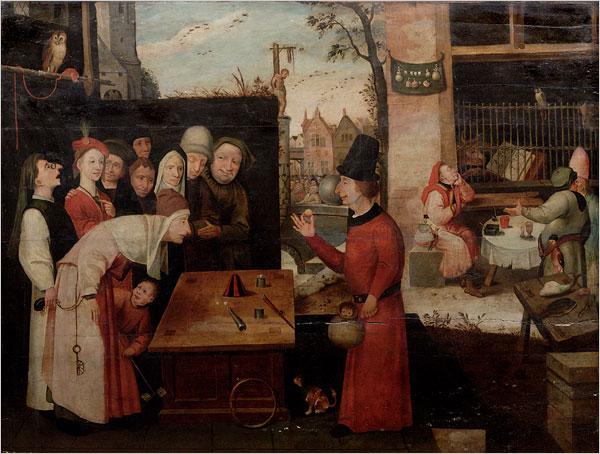
105 × 139 cm, Öl auf Holz, 16. Jahrhundert, Philadelphia Museum of Art
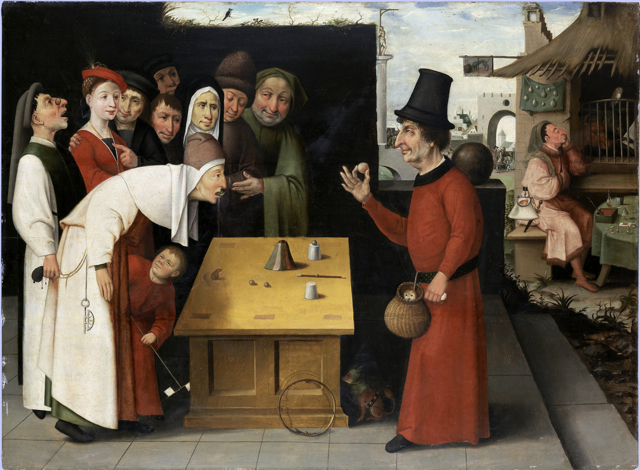
84 × 114 cm, Öl auf Holz, 16. Jahrhundert, Israel-Museum, Jérusalem
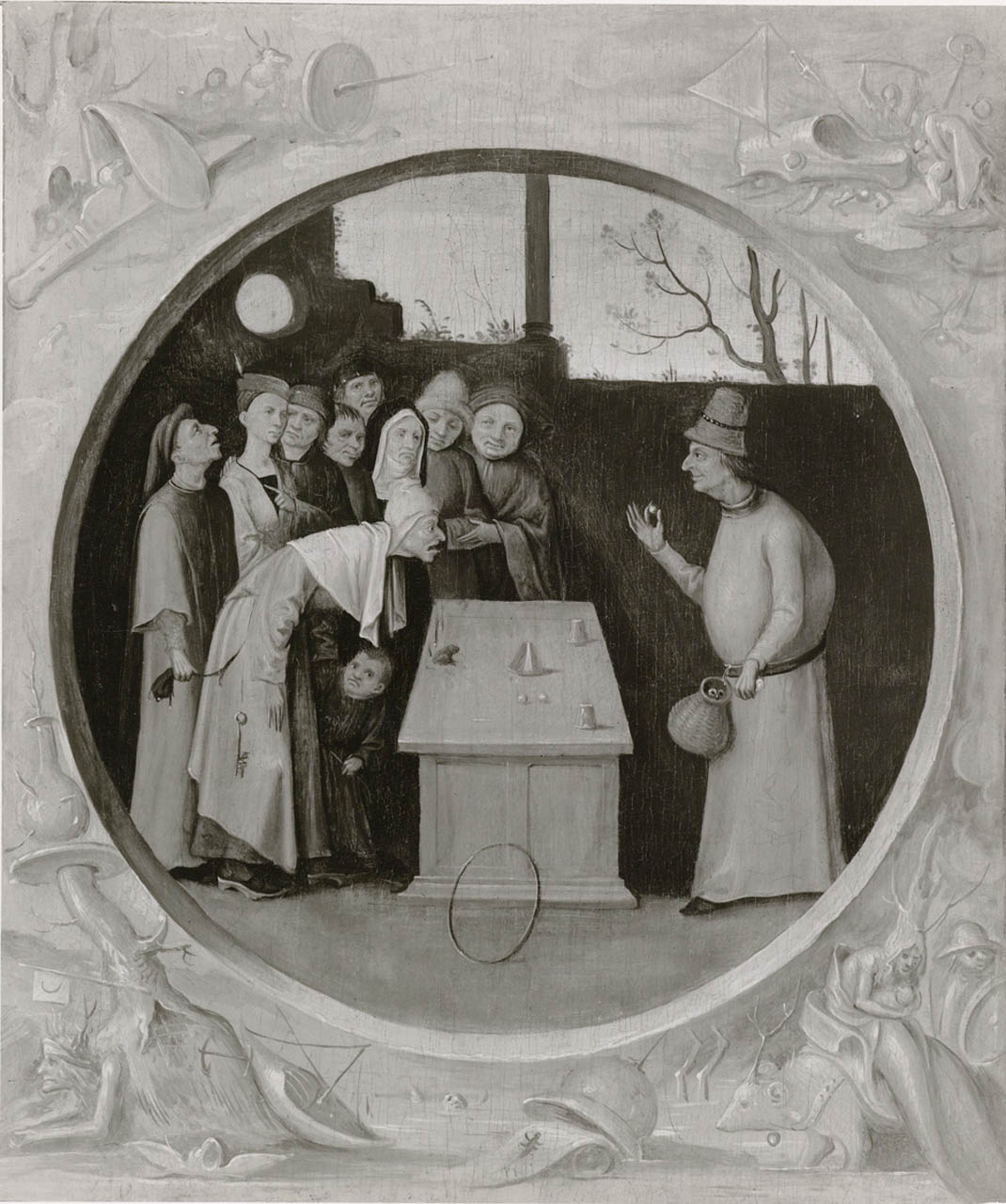
36,8 × 31,1 cm, Öl auf Holz, 16. Jahrhundert, Privatsammlung, Kalifornien
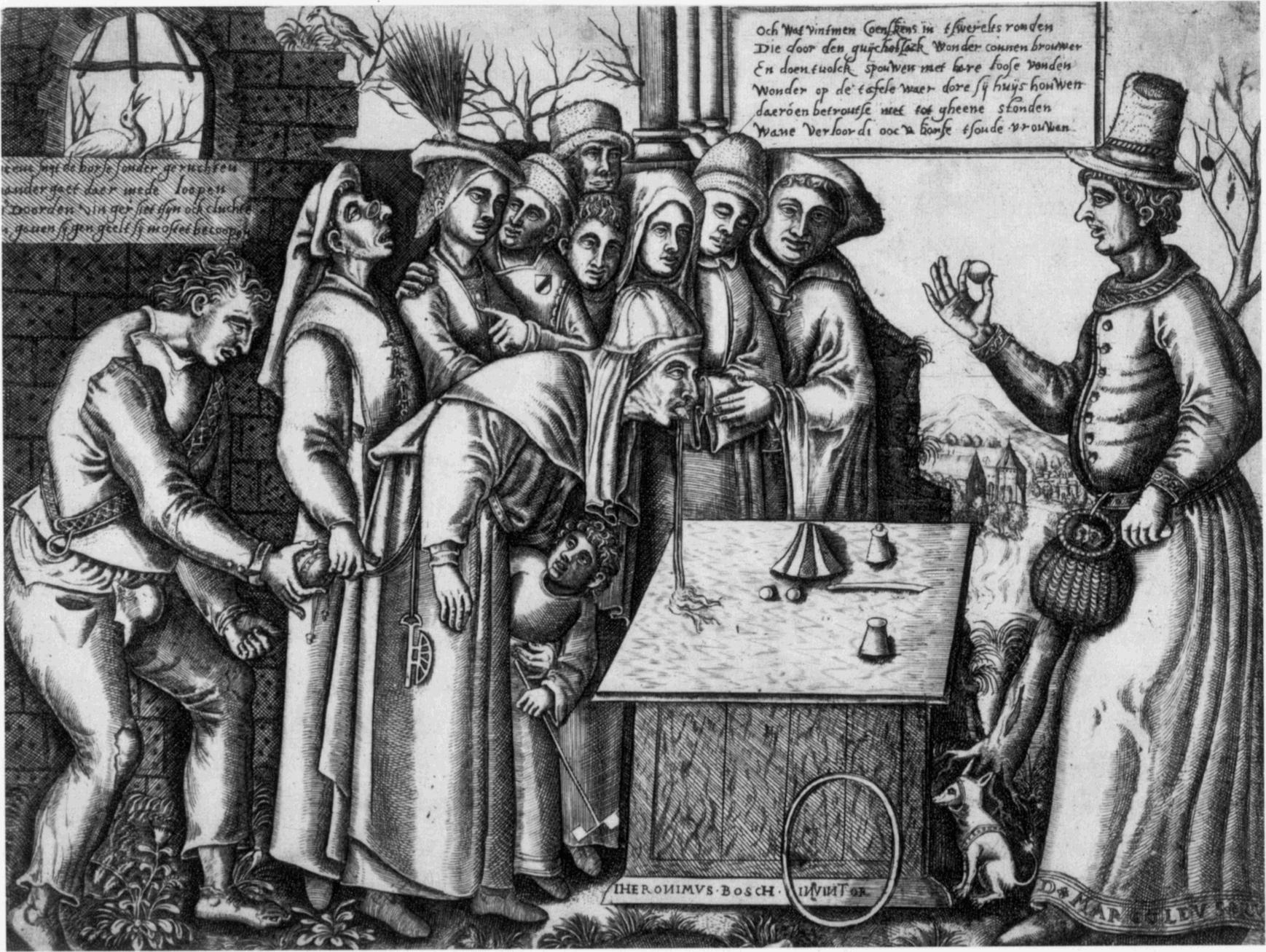
23,8 × 32 cm, Kupferstich, um 1550 (1543–1580), Staatliche Graphische Sammlung, München
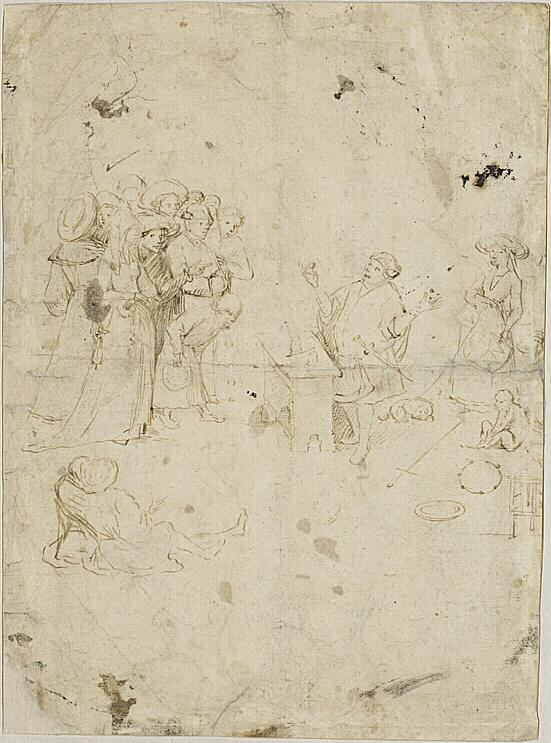
27,8 × 20,2 cm, Zeichnung, vor 1475, Musée du Louvre, Paris